# Доктор Ху (5. сезона)
Пета сезона британске научнофантастичне телевизијске серије Доктор Ху је почела 2. септембра 1967. епизодом Гробница киберљуди (1. део), а завршила се 1. јуна 1968. епизодом Точак у свемиру (6. део). Само 22 од 40 епизода је сачувано у архиви ББЦ-а. 18 се и даље воде као нестале. Због тога у потпуности постоје само 2 серијала. Међутим, серијалима Одвратни снежни људи, Ледени ратници, Мрежа страха и Бес из дубине недостајуће епизоде су реконструисане помоћу анимације.

## Улоге

### Главне
- Патрик Траутон као Други Доктор
- Фрејзер Хајнс као Џејми Мекримон
- Дебора Вотлинг као Викторија Вотерфилд (епизоде 1−35)
- Венди Педбури као Зои Хериот (епизода 40)

Патрик Траутон, Фрејзер Хајнс и Дебора Вотлинг појављују се као Други Доктор, Џејми Мекримон и Викторија Вотерфилд. Дебора Вотлинг одлази након епизоде Точак у свемиру (1. део). Венди Педбури дебитовала је као Зои Хериот у епизоди Точак у свемиру (2. део).

### Епизодни
- Венди Педбури као Зои Хериот (епизоде 36−39)
- Николас Кортни као пуковник Летбриџ-Стјуарт (епизоде 25−28)

## Епизоде
Виктор Пембертон је био уредник сценарија за серијал Гробница киберљуди, а Питер Брајант продуцент. Након овога, Брајант је наставио своју улогу уредника сценарија са Инес Лојд као продуценткињом све до серијала Мрежа страха где је Брајант преузео место продуцента, а Дерик Шервин је заменио Брајанта као уредника сценарија. Непријатељ света био је последњи серијал који је виђен под вођом драме и творцем Сиднијем Њуменом који је напустио ББЦ пошто му је истекао уговор 1967.
Два серијала, Гробница киберљуди и Непријатељ света, комплетне су у ББЦ-овим архивама. Ово су уједно и једини потпуни серијали из прве две сезоне Патрика Траутона као Доктора. Две недостајуће епизоде из серијала Ледени ратници су поново створени у анимиранон облику за ДВД издање те приче, на сличан начин као серијал Најезда из 6. сезоне. Мрежа страха је први пут објављена на ДВД-у 2014. године уз Телеснап реконструкцију своје недостајуће треће епизоде. Дана 16. августа 2021. објављено је специјално издање ДВД/Блу-реј са епизодом која недостаје сада у анимираном облику.
Серијал Бес из дубине је најновији серијал који потпуно недостаје, без епизода у архиви. Сви остали серијала у овој сезони су у најмању руку делимично очуване. Серијал је, међутим, такође добио анимирану рекреацију свих шест епизода за Блу-реј и ДВД издање.
У серијалу Непријатељ света Патрик Траутон тумачи и Доктора и злобног Саламандера. Ово је био први пут да је главни глумац играо и своју и улогу негативца после серијала Покољ из 3. сезоне.
| Бр. еп. (укупно) | Бр. еп. (у сезони) | Наслов                            | Редитељ           | Сценариста                     | Премијера           | Гледаност у Британији (милиони) |
| --- | ------------------ | --------------------------------- | ----------------- | ------------------------------ | ------------------- | ------------------------------- |
| 170 | 1                  | "Гробница Киберљуди (1. део)"     | Морис Бери        | Кит Педлер и Џери Дејвис       | 2. септембар 1967.  | 6.00                            |
| Доктор, Џејми и Викторија стижу на Телос где археолошка скупина истражује Гробницу Киберљуди. Али да ли су Киберљуди успавани као што верују?                    |                    |                                   |                   |                                |                     |                                 |
| 171 | 2                  | "Гробница Киберљуди (2. део)"     | Морис Бери        | Кит Педлер и Џери Дејвис       | 9. септембар 1967.  | 6.40                            |
| Археолози сазнају да су насукани на Телосу и Клиг предлаже да искористе прилику да истраже гробнице Киберљуди.                                                   |                    |                                   |                   |                                |                     |                                 |
| 172 | 3                  | "Гробница Киберљуди (3. део)"     | Морис Бери        | Кит Педлер и Џери Дејвис       | 16. септембар 1967. | 7.20                            |
| Киберљуди су оживљени и планирају да претворе археологе у своју врсту, што је навело Хопера да покуша спасавање.                                                 |                    |                                   |                   |                                |                     |                                 |
| 173 | 4                  | "Гробница Киберљуди (4. део)"     | Морис Бери        | Кит Педлер и Џери Дејвис       | 23. септембар 1967. | 7.40                            |
| Клиг покушава да склопи договор са кибер контролором док Доктор покушава да пронађе начин да поново замрзне Киберљуде.                                           |                    |                                   |                   |                                |                     |                                 |
| 174 | 5                  | "Одвратни снежни људи (1. део)"^† | Џералд Блејк      | Мервин Хејсмен и Хенри Линколн | 30. септембар 1967. | 6.30                            |
| Када се ТАРДИС материјализује на Хималајима, Доктор одлучује да узврати посету оближњем манастиру Дет-Сен, али бива оптужен за убиство.                          |                    |                                   |                   |                                |                     |                                 |
| 175 | 6                  | "Одвратни снежни људи (2. део)"   | Џералд Блејк      | Мервин Хејсмен и Хенри Линколн | 7. октобар 1967.    | 6.00                            |
| Џејми и Викторија крећу до манастира мало пре него што га нападну Јетији.                                                                                        |                    |                                   |                   |                                |                     |                                 |
| 176 | 7                  | "Одвратни снежни људи (3. део)"^† | Џералд Блејк      | Мервин Хејсмен и Хенри Линколн | 14. октобар 1967.   | 7.10                            |
| Док се Доктор и Џејми враћају у ТАРДИС по опрему, контролна сфера коју је Џејми донео у манастир се поново активирала.                                           |                    |                                   |                   |                                |                     |                                 |
| 177 | 8                  | "Одвратни снежни људи (4. део)"^† | Џералд Блејк      | Мервин Хејсмен и Хенри Линколн | 21. октобар 1967.   | 7.10                            |
| Јети бежи из манастира, а Викторија и Тонми су оптужени да су му помогли док Доктор и Џејми издржавају опасно путовање назад преко планина.                      |                    |                                   |                   |                                |                     |                                 |
| 178 | 9                  | "Одвратни снежни људи (5. део)"^† | Џералд Блејк      | Мервин Хејсмен и Хенри Линколн | 28. октобар 1967.   | 7.20                            |
| Викторија пада под ментални утицај Падмасамбве као напад Јетија да би протерао монахе из тог подручја.                                                           |                    |                                   |                   |                                |                     |                                 |
| 179 | 10                 | "Одвратни снежни људи (6. део)"^† | Џералд Блејк      | Мервин Хејсмен и Хенри Линколн | 4. новембар 1967.   | 7.40                            |
| Са Великом интелигенцијом на ивици да постане телесна, Доктор изазива Падмасамбву на менталну битку како би је победио.                                          |                    |                                   |                   |                                |                     |                                 |
| 180 | 11                 | "Ледени ратници (1. део)"         | Дерек Мартинус    | Брајан Хејлс                   | 11. новембар 1967.  | 6.70                            |
| Доктор, Џејми и Викторија су доведени у базу која покушава да заустави ток Другог леденог доба.                                                                  |                    |                                   |                   |                                |                     |                                 |
| 181 | 12                 | "Ледени ратници (2. део)"^†       | Дерек Мартинус    | Брајан Хејлс                   | 18. новембар 1967.  | 7.10                            |
| Варга оживљава и узима Викторију као таокињу док ради на оживљавању своје екипе док Доктор и Џејми проналазе Пенлија како краде здравствени материјал.           |                    |                                   |                   |                                |                     |                                 |
| 182 | 13                 | "Ледени ратници (3. део)"^†       | Дерек Мартинус    | Брајан Хејлс                   | 25. новембар 1967.  | 7.40                            |
| Џејми и Арден одлазе да спасу Викторију, али откривају да су остали Ледени ратници сада активни.                                                                 |                    |                                   |                   |                                |                     |                                 |
| 183 | 14                 | "Ледени ратници (4. део)"         | Дерек Мартинус    | Брајан Хејлс                   | 2. децембар 1967.   | 7.30                            |
| Доктор напушта базу како би покушао да пронађе Џејмија и Викторију док Стор покушава да склопи договор са Леденим ратницима.                                     |                    |                                   |                   |                                |                     |                                 |
| 184 | 15                 | "Ледени ратници (5. део)"         | Дерек Мартинус    | Брајан Хејлс                   | 9. децембар 1967.   | 8.00                            |
| Доктора и Викторију држе заробљене Ледени ратници док Варга одлучује да преузме Британикус.                                                                      |                    |                                   |                   |                                |                     |                                 |
| 185 | 16                 | "Ледени ратници (6. део)"         | Дерек Мартинус    | Брајан Хејлс                   | 16. децембар 1967.  | 7.50                            |
| Доктор и Викторија покушавају да натерају Ледене ратнике да предају контролу над јонизатором пре него што их ток леда уништи.                                    |                    |                                   |                   |                                |                     |                                 |
| 186 | 17                 | "Непријатељ света (1. део)"       | Бери Летс         | Дејвид Витакер                 | 23. децембар 1967.  | 6.80                            |
| Када је Доктора напала скупина тајанствених наоружаних људи, он открива да је он физички двојник познатог научника Саламандера.                                  |                    |                                   |                   |                                |                     |                                 |
| 187 | 18                 | "Непријатељ света (2. део)"       | Бери Летс         | Дејвид Витакер                 | 30. децембар 1967.  | 7.60                            |
| Џејми и Викторија се слажу да прате Астрид у Мађарску да посматрају Саламандерове активности.                                                                    |                    |                                   |                   |                                |                     |                                 |
| 188 | 19                 | "Непријатељ света (3. део)"       | Бери Летс         | Дејвид Витакер                 | 6. јануар 1968.     | 7.10                            |
| Џејми и Викторија се придружују Астрид у покушају да спасу Денса, али Саламандер постаје сумњичав према њима.                                                    |                    |                                   |                   |                                |                     |                                 |
| 189 | 20                 | "Непријатељ света (4. део)"       | Бери Летс         | Дејвид Витакер                 | 13. јануар 1968.    | 7.80                            |
| Фарија доноси Доктору и Кенту доказе о Саламандеровим активностима, али онда су на удару Беника.                                                                 |                    |                                   |                   |                                |                     |                                 |
| 190 | 21                 | "Непријатељ света (5. део)"       | Бери Летс         | Дејвид Витакер                 | 20. јануар 1968.    | 6.90                            |
| Доктор убеђује Бруса да му помогне да се убаци у Саламандеров истраживачки центар, док Саламандер предузима драстичне мере да спречи Свона да сазна истину.      |                    |                                   |                   |                                |                     |                                 |
| 191 | 22                 | "Непријатељ света (6. део)"       | Бери Летс         | Дејвид Витакер                 | 27. јануар 1968.    | 8.30                            |
| Доктор открива праву везу између Саламандера и Кента док Астрид покушава да убеди становнике склоништа који су их лагали.                                        |                    |                                   |                   |                                |                     |                                 |
| 192 | 23                 | "Мрежа страха (1. део)"           | Даглас Камфилд    | Мервин Хејсмен и Хенри Линколн | 3. фебруар 1968.    | 7.20                            |
| ТАРДИС постаје заробљен у свемиру пре него што је стигао да заврши у подземној станици тајанствено напуштеног Лондона.                                           |                    |                                   |                   |                                |                     |                                 |
| 193 | 24                 | "Мрежа страха (2. део)"           | Даглас Камфилд    | Мервин Хејсмен и Хенри Линколн | 10. фебруар 1968.   | 6.80                            |
| Џејми и Викторија се поново уједињују са Траверсом пре него што се Џејми придружи војницима у покушају да сазна шта се догодило Доктору.                         |                    |                                   |                   |                                |                     |                                 |
| 194 | 25                 | "Мрежа страха (3. део)"^†         | Даглас Камфилд    | Мервин Хејсмен и Хенри Линколн | 17. фебруар 1968.   | 7.00                            |
| Доктора и Викторију враћа пуковник Летбриџ-Стјуарт у базу у Гаџ стрит где Доктор постаје уверен да је издајник у њиховој средини.                                |                    |                                   |                   |                                |                     |                                 |
| 195 | 26                 | "Мрежа страха (4. део)"           | Даглас Камфилд    | Мервин Хејсмен и Хенри Линколн | 24. фебруар 1968.   | 8.40                            |
| Пошто је Јети ухватио Траверса, Доктор покушава да пронађе начин да преузме контролу над роботима, док Летбриџ-Стјуарт покушава да поврати ТАРДИС.               |                    |                                   |                   |                                |                     |                                 |
| 196 | 27                 | "Мрежа страха (5. део)"           | Даглас Камфилд    | Мервин Хејсмен и Хенри Линколн | 2. март 1968.       | 8.00                            |
| Викторију и Траверса држи у затвору Велика интелигенција која планира да испразни Докторов ум.                                                                   |                    |                                   |                   |                                |                     |                                 |
| 197 | 28                 | "Мрежа страха (6. део)"           | Даглас Камфилд    | Мервин Хејсмен и Хенри Линколн | 9. март 1968.       | 8.30                            |
| Доктора и његове пријатеље обавештајне службе држе заробљене и њихова једина нада лежи у Џејмију, Арнолду и репрограмираном Јетију.                              |                    |                                   |                   |                                |                     |                                 |
| 198 | 29                 | "Бес из дубине (1. део)"^†        | Хју Дејвид        | Виктор Пембертон               | 16. март 1968.      | 8.20                            |
| Доктора, Џејмија и Викторију заробљава особље рафинерије плина које је изгубило спој са својим бушачким уређајима и искусило тајанствене падове притиска.        |                    |                                   |                   |                                |                     |                                 |
| 199 | 30                 | "Бес из дубине (2. део)"^†        | Хју Дејвид        | Виктор Пембертон               | 23. март 1968.      | 7.90                            |
| Харис тражи помоћ доктора са Меги са Ван Лутиенсом и главни инжењер покушава да открије шта блокира радно коло.                                                  |                    |                                   |                   |                                |                     |                                 |
| 200 | 31                 | "Бес из дубине (3. део)"^†        | Хју Дејвид        | Виктор Пембертон               | 30. март 1968.      | 7.70                            |
| Док Доктор започиње своју истрагу о створењима корова, Робсона напада један у рафинерији.                                                                        |                    |                                   |                   |                                |                     |                                 |
| 201 | 32                 | "Бес из дубине (4. део)"^†        | Хју Дејвид        | Виктор Пембертон               | 6. април 1968.      | 6.60                            |
| Ван Лутинсова истрага основе радног кола доводи Доктора и Џејмија у опасност од Створења корова.                                                                 |                    |                                   |                   |                                |                     |                                 |
| 202 | 33                 | "Бес из дубине (5. део)"^†        | Хју Дејвид        | Виктор Пембертон               | 13. април 1968.     | 5.90                            |
| Са створењем корова које је спремно да излети из цевовода и нападне базу, сусрет са Оуком и Квилом даје Доктору витални траг о његовој слабости.                 |                    |                                   |                   |                                |                     |                                 |
| 203 | 34                 | "Бес из дубине (6. део)"^†        | Хју Дејвид        | Виктор Пембертон               | 20. април 1968.     | 6.90                            |
| Доктор и Џејми спасавају Викторију од Робсона и схватају да могу да униште Створење корова помоћу звучних таласа.                                                |                    |                                   |                   |                                |                     |                                 |
| 204 | 35                 | "Точак у свемиру (1. део)"^†      | Тристан Девер Кол | Дејвид Витакер                 | 27. април 1968.     | 7.20                            |
| Доктор и Џејми стижу на тајанствену свемирску летелицу чији је једини путник опасан серво робот.                                                                 |                    |                                   |                   |                                |                     |                                 |
| 205 | 36                 | "Точак у свемиру (2. део)"^†      | Тристан Девер Кол | Дејвид Витакер                 | 4. мај 1968.        | 6.90                            |
| Доктор и Џејми су доведени на Точак где је Џејми ужаснут сазнавши план посаде да уништи Сребрни носач са ТАРДИС-ом на броду.                                     |                    |                                   |                   |                                |                     |                                 |
| 206 | 37                 | "Точак у свемиру (3. део)"        | Тристан Девер Кол | Дејвид Витакер                 | 11. мај 1968.       | 7.50                            |
| Џејми је минирао рендгенски ласер Точка, несвесно дајући Киберљудима прилику да дођу до Точка.                                                                   |                    |                                   |                   |                                |                     |                                 |
| 207 | 38                 | "Точак у свемиру (4. део)"^†      | Тристан Девер Кол | Дејвид Витакер                 | 18. мај 1968.       | 8.60                            |
| Киберљуди упућују своје људске робове да их прокријумчаре на Точак док Доктор покушава да убеди Бенета у претњу коју они представљају.                           |                    |                                   |                   |                                |                     |                                 |
| 208 | 39                 | "Точак у свемиру (5. део)"^†      | Тристан Девер Кол | Дејвид Витакер                 | 25. мај 1968.       | 6.80                            |
| Киберљуди преузимају контролу над више чланова посаде Точка и Доктор схвата да је једини начин да их заустави јесте да Џејми и Зои крену у опасан свемирски пут. |                    |                                   |                   |                                |                     |                                 |
| 209 | 40                 | "Точак у свемиру (6. део)"        | Тристан Девер Кол | Дејвид Витакер                 | 1. јун 1968.        | 6.50                            |
| Џејми и Зои покушавају да поврате генератор временског вектора док Киберљуди схватају да је Доктор на Точку и чине га својом главном метом.                      |                    |                                   |                   |                                |                     |                                 |

^†  Изгубљена епизода.

## Недостајуће епизоде
- Одвратни снежни људи (1. део) (Анимирана рекреација објављена 2022.)[3]
- Одвратни снежни људи (3. део) (Анимирана рекреација објављена 2022.)[3]
- Одвратни снежни људи (4. део) (Анимирана рекреација објављена 2022.)[3]
- Одвратни снежни људи (5. део) (Анимирана рекреација објављена 2022.)[3]
- Одвратни снежни људи (6. део) (Анимирана рекреација објављена 2022.)[3]
- Ледени ратници (2. део) (анимиране рекреације објављене 2013.)
- Ледени ратници (3. део) (анимиране рекреације објављене 2013.)
- Мреша страха (3. део) (Анимирана рекреација објављена 2021.)[4]
- Бес из дубине (1. део) (анимиране рекреације објављене 2020.)
- Бес из дубине (2. део) (анимиране рекреације објављене 2020.)
- Бес из дубине (3. део) (анимиране рекреације објављене 2020.)
- Бес из дубине (4. део) (анимиране рекреације објављене 2020.)
- Бес из дубине (5. део) (анимиране рекреације објављене 2020.)
- Бес из дубине (6. део) (анимиране рекреације објављене 2020.)
- Точак у свемиру (1. део)
- Точак у свемиру (2. део)
- Точак у свемиру (4. део)
- Точак у свемиру (5. део)